# Myrmecoris
Myrmecoris är ett släkte av insekter. Myrmecoris ingår i familjen ängsskinnbaggar.
Släktet innehåller bara arten Myrmecoris gracilis.

## Bildgalleri

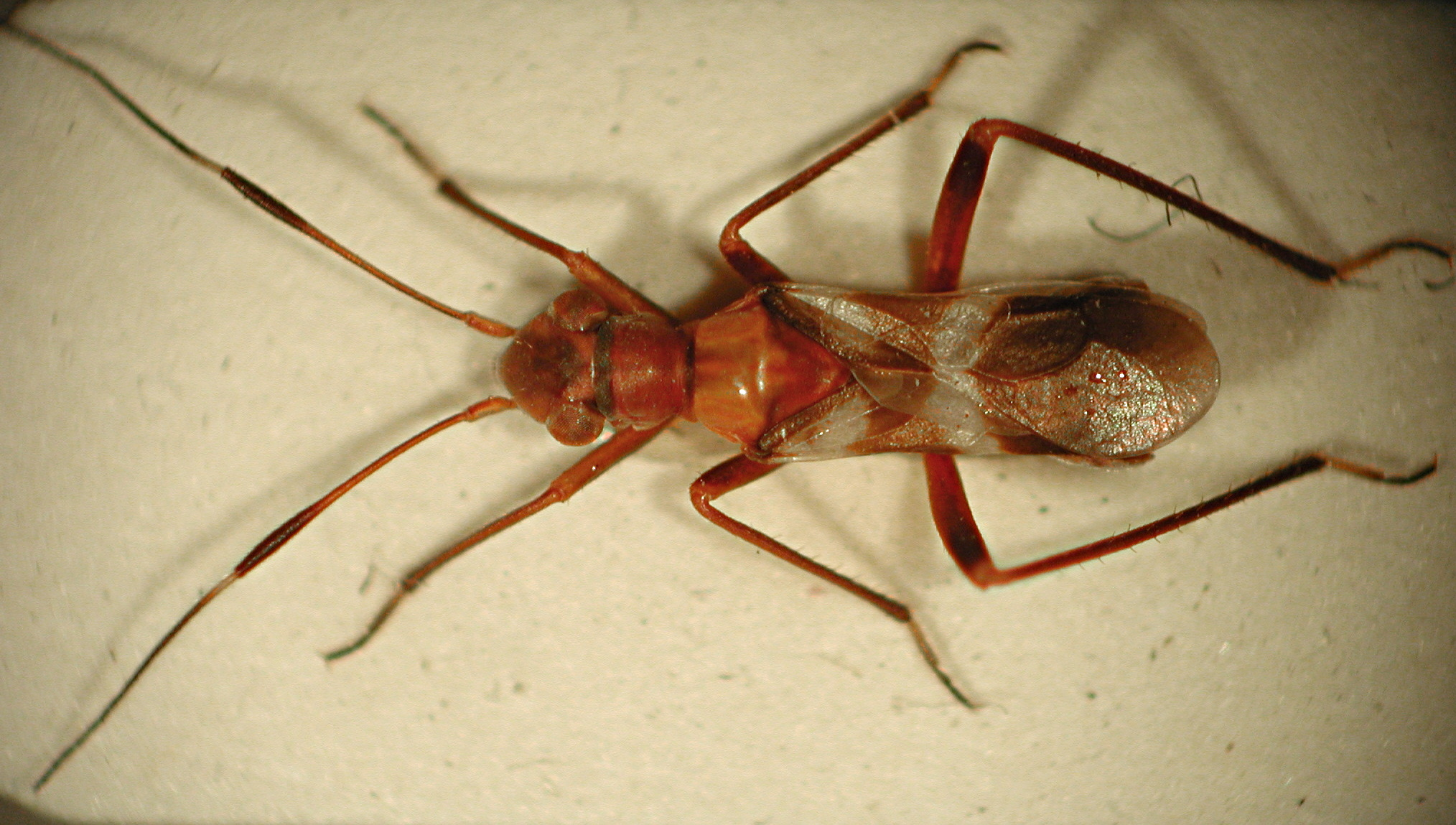
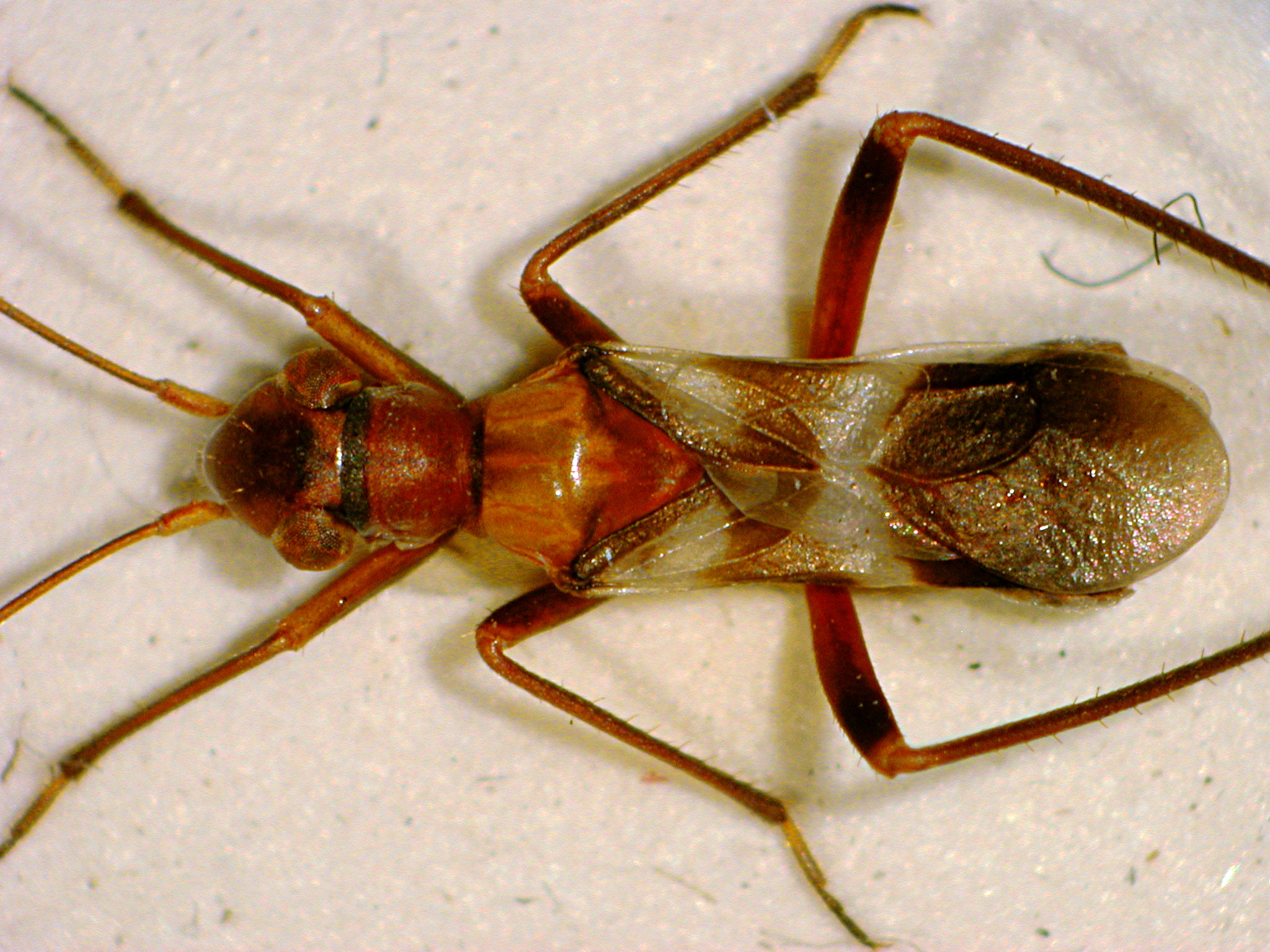
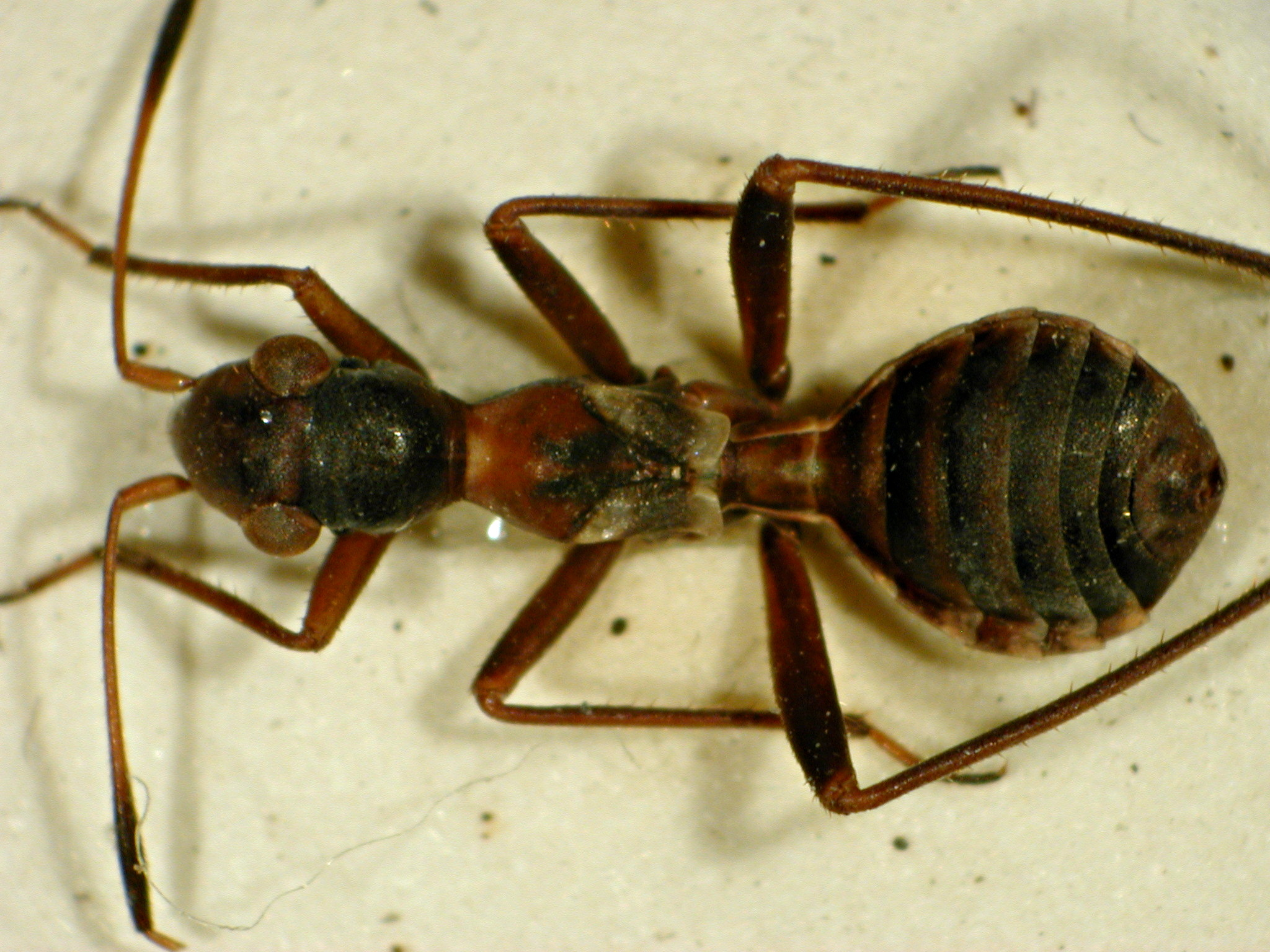
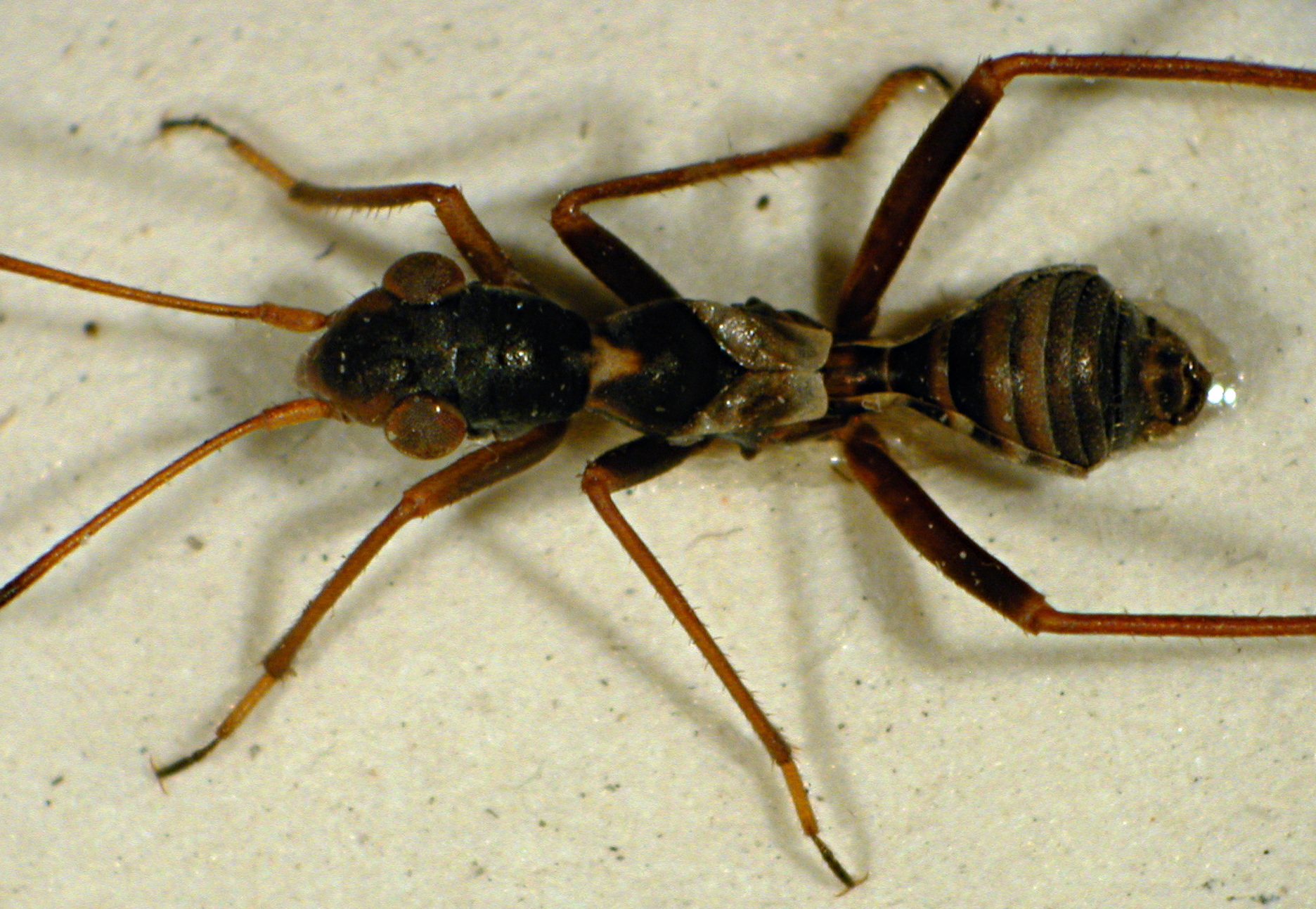